# Butler County (Missouri)
Das Butler County ist ein County im US-amerikanischen Bundesstaat Missouri. Im Jahr 2020 hatte das County 42.130 Einwohner und eine Bevölkerungsdichte von 23,3 Einwohnern pro Quadratkilometer. Der Verwaltungssitz (County Seat) ist Poplar Bluff, das nach den hier vermehrt wachsenden Pappeln benannt wurde.

## Geografie
Das County liegt fast im äußersten Südosten von Missouri am westlichen Ufer des St. Francis River, einem rechten Nebenfluss des Mississippi. Es grenzt im Süden an Arkansas und hat eine Fläche von 1810 Quadratkilometern, wovon vier Quadratkilometer Wasserfläche sind. An das Butler County grenzen folgende Nachbarcountys:
| Carter County | Wayne County           |                 |
| Ripley County |                        | Stoddard County |
|               | Clay County (Arkansas) | Dunklin County  |

## Geschichte

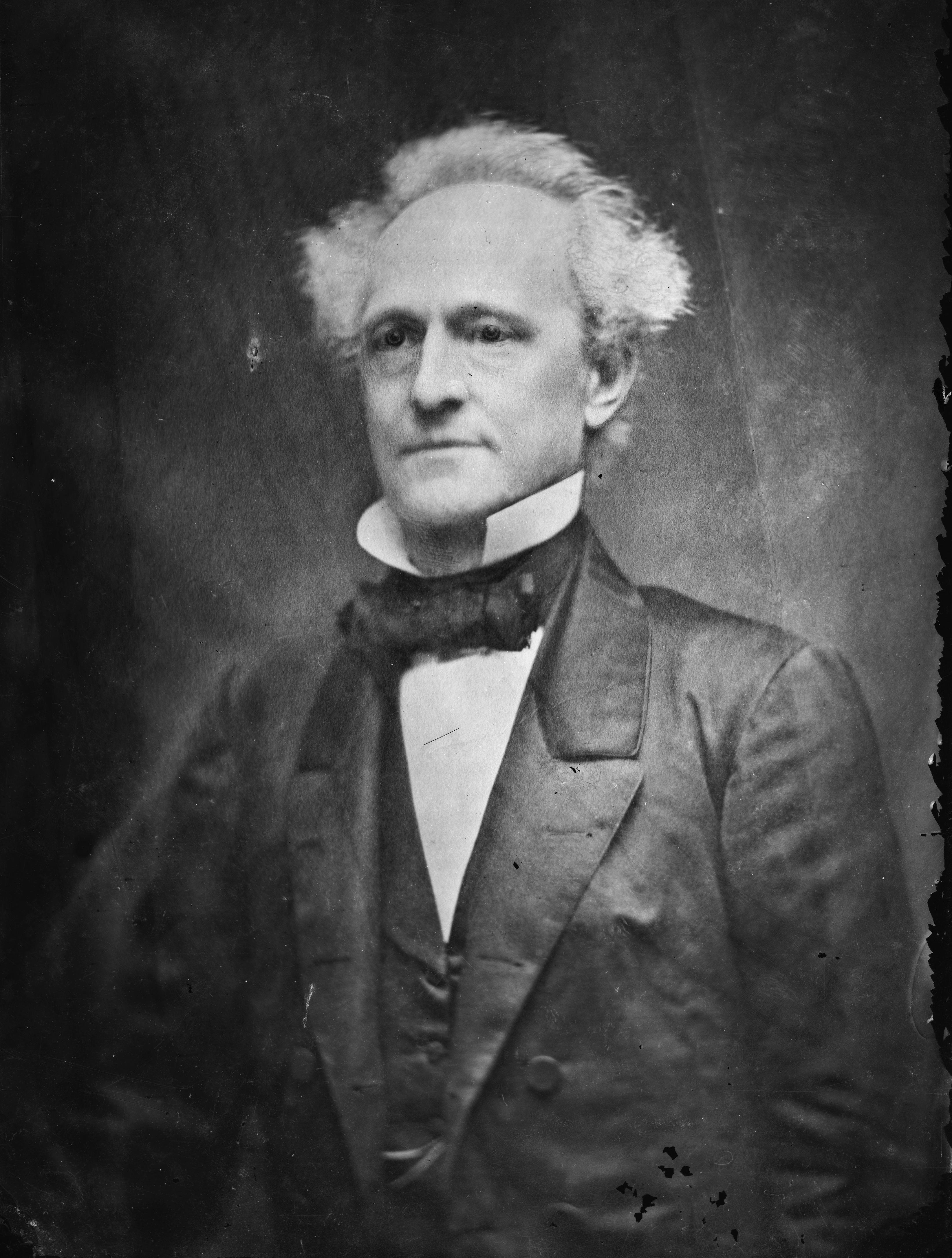
W. O. Butler

Das Butler County wurde am 27. Februar 1849 aus Teilen des Wayne County gebildet. Benannt wurde es nach William Orlando Butler, einem Mitglied des US-Kongresses und Kandidaten für das Amt des US-Vizepräsidenten. Am 18. Juni 1849 tagte das Bezirksgericht zum ersten Mal.

23 Bauwerke und Stätten des Countys sind im National Register of Historic Places eingetragen (Stand 5. Februar 2018).

## Demografische Daten
Nach der Volkszählung im Jahr 2010 lebten im Butler County 42.794 Menschen in 16.821 Haushalten. Die Bevölkerungsdichte betrug 23,7 Einwohner pro Quadratkilometer. In den 16.821 Haushalten lebten statistisch je 2,38 Personen.
Ethnisch betrachtet setzte sich die Bevölkerung zusammen aus 90,8 Prozent Weißen, 5,3 Prozent Afroamerikanern, 0,5 Prozent amerikanischen Ureinwohnern, 0,7 Prozent Asiaten sowie aus anderen ethnischen Gruppen; 2,2 Prozent stammten von zwei oder mehr Ethnien ab. Unabhängig von der ethnischen Zugehörigkeit waren 1,6 Prozent der Bevölkerung spanischer oder lateinamerikanischer Abstammung.
23,3 Prozent der Bevölkerung waren unter 18 Jahre alt, 59,7 Prozent waren zwischen 18 und 64 und 17,0 Prozent waren 65 Jahre oder älter. 51,8 Prozent der Bevölkerung war weiblich.
Das jährliche Durchschnittseinkommen eines Haushalts lag bei 31.920 USD. Das Prokopfeinkommen betrug 19.039 USD. 23,1 Prozent der Einwohner lebten unterhalb der Armutsgrenze.

## Ortschaften im Butler County
Citys
- Fisk
- Neelyville
- Poplar Bluff
- Qulin

Unincorporated Communities
| - Angus - Ash Hill - Barron - Batesville - Broseley - Brush Arbor - Carola - Cedar Valley | - Fagus - Green Forest - Hanleyville - Harviell - Hendrickson - Hilliard - Hubbells - Junland | - Keeners - Loma Linda - Lone Hill - Milltown - Nyssa - Oglesville - Osborn - Parks | - Rombauer - Rossville - Shady Dell - Stringtown - Taft - Vastus - Wilby |

## Gliederung
Das Butler County ist in zehn Townships eingeteilt:
| Township              | Einwohner (2010) | FIPS     |
| --------------------- | ---------------- | -------- |
| Ash Hill Township     | 3349             | 29-02224 |
| Beaver Dam Township   | 4473             | 29-03826 |
| Black River Township  | 1665             | 29-06076 |
| Cane Creek Township   | 468              | 29-11044 |
| Coon Island Township  | 187              | 29-16264 |
| Epps Township         | 3171             | 29-22492 |
| Gillis Bluff Township | 683              | 29-27046 |
| Neely Township        | 1126             | 29-51392 |
| Poplar Bluff Township | 25.878           | 29-59114 |
| St. Francois Township | 1794             | 29-64262 |